# Биффл, Грег
Грегори Джек «Грег» Биффл (англ. Gregory Jack "Greg" Biffle; род. 23 декабря 1969, Ванкувер, Вашингтон, США) — американский автогонщик. Вице-чемпион NASCAR Sprint Cup (2005), чемпион NASCAR Nationwide Series (2002), чемпион NASCAR Camping World Truck Series (2000).

## Общая информация
17 октября 2007 года Грег женился на своей давней подруге Николь Ландерс. 6 июля 2011 года у пары родилась дочь Эмма Элизабет.
Биффл содержит небольшой благотворительный фонд, помогающий максимально изъять бродячих животных с улиц, провести их через проверку ветеринаров и устроить к новым хозяевам. Также американец увлекается глубоководной рыбалкой, периодически участвуя в различных рекламных акциях компаний, производящих для неё оборудование.

## Спортивная карьера

### Первые годы
Вашингтонец начал свою гоночную карьеру в 1990-е годы. За несколько лет он неплохо зарекомендовал себя в различных мелких клубных гонках на северо-западе США. В середине десятилетия Биффл нашёл способ попасть в более профессиональные серии, уверенно выиграв чемпионат в рамках телевизионного шоу Winter Heat Series. Заметное превосходство незнакомого пилота над большой группой конкурентов заинтересовали в Греге Бенни Пасонса — некогда гонявшегося в сток-каровских чемпионатах, а в тот момент работавшего на телевидении. Парсонс внимательно наблюдал за Грегом, а после его итоговой победы в шоу предложил одному из своих знакомых: Джеку Раушу, попробовать перспективного гонщика в одном из младших подразделений его команды в сток-каровских гонках.
В 1996-97-м годах Биффл соревнуется в ряде региональных дивизионах NASCAR, доказывая потенциальным работодателям свою состоятельность на новом уровне и ища потенциальных спонсоров. Соревнуясь с десятками более опытных гонщиков вашингтонец быстро начинает бороться в группе сильнейших, приобретая всё большую популярность у зрителей. В 1998-м году Рауш наконец заключает с Биффлом контракт, подписывая его в подразделение своей команды в NASCAR Camping World Truck Series. Предоставленный шанс оказался быстро реализован: в год дебюта Грег больше десятка гонок заканчивает в Top10, а во второй и третий сезон в чемпионате борется за титул, регулярно выигрывая гонки. В 1999-м году Джек Спрага оказывается несколько стабильнее вашингтонца, несмотря на то, что он выиграл сразу девять этапов, а год спустя у Грега уже не было серьёзных соперников: Курту Бушу он привёз 230 баллов преимущества, а тому же Спраге — 510.
Быстро сделав из Грега чемпиона в гонках пикапов, Рауш в сезоне-2001 переводит его в NASCAR Nationwide Series. Наработанный американцем опыт сотрудничества с командой и общий высокий уровень подготовки техники позволил Биффлу и тут быстро войти в число лидеров серии: в первый же сезон он выигрывает пять гонок, занимая в чемпионате четвёртое место; а год спустя записывает на свой счёт ещё четыре победных старта и благодаря общим стабильным выступлениям завоёвывает титул, с солидным преимуществом над ближайшим конкурентом. В том же 2002-м году происходит дебют Грега в старшем дивизионе гонок сток-каров: NASCAR Sprint Cup Series, куда постепенно будет сделан основной упор в выступлениях. Гонки младших национальных дивизионов Биффл не забудет и ещё несколько лет будет регулярно выступать хотя бы в десятке стартов.

### 2003-13
Закрепление в высшем дивизионе происходило медленно: первое время даже стабильный проход квалификации был проблемой, но постепенно Грег нашёл нужный подход к технике и число квалификационных неудач в NSCS остановилась на числе четыре. Найдя скорость на тренировках, Биффл постепенно стал повышать и свои гоночные результаты: в 2002-м году он ни разу не финишировал в Top10, год спустя сделал это уже шесть раз и выиграл свою первую гонку, а в 2005-м году вашингтонец выдал сверхстабильный сезон со сразу двумя десятками финишами в Top10 и шестью победами. В том же году Грег имел длительное время боролся за лидерство в общем зачёте, но сразу четыре неудачные гонки в «чейзовой» части сезона стоили ему титула: Тони Стюарт опередил его лишь на 35 баллов.
Неудача в борьбе за кубок сказалась в результатах вашингтонца в следующих двух сезонах: он продолжал бороться в группе лидеров, нл количество финишей в Top5 заметно уменьшилось и оба раза ему чуть-чуть не хватило очков для попадания в финальный сегмент борьбы чемпионата. В 2008-м году неудачи удалось преодолеть: Биффл добавил в стабильности финишей, наконец пробился в «чейз», а на его старте выиграл две гонки, но в дальнейшем растерял преимущество и закончил сезон лишь третьим, уступив Джимми Джонсону и Карлу Эдвардсу больше сотни зачётных баллов. Следующие два сезона прошли менее ярко, но каждый раз Грег до последнего участвовал в борьбе за чемпионский кубок.
В 2011-м году команда попыталась экспериментировать с настройками двигателя их Ford, но изменения не пошли на пользу Биффлу: он провёл худший сезон в серии за долгое время, лишь трижды финишировал в Top5 и закончил год лишь шестнадцатым. В мехсезонье RFR учла свои ошибки и в 2012-м году вашингтонец вновь стал одним из лидеров серии по стабильности финишей, выиграл пару гонок, в какой-то момент даже возглавлял общий зачёт, но несколько неудач в «чейзе» отбросили его на пятое место: в плотной группе соперников.
17 февраля 2017 года Биффл объявил, что будет совмещать гоночную карьеру с работой в телепрограмме «NASCAR America» канала NBC Sports в качестве аналитика, начиная с 1 марта 2017 года.

## Статистика результатов в моторных видах спорта

### Победы в трёх главных дивизионах NASCAR
| Сезон | Название этапа                    | Трасса                          | Дата             | №  |
| ----- | --------------------------------- | ------------------------------- | ---------------- | -- |
| 2013  | Quicken Loans 400                 | Michigan International Speedway | 16 июня 2013     | 19 |
| 2012  | Pure Michigan 400                 | Michigan International Speedway | 19 августа 2012  | 18 |
| 2012  | Samsung Mobile 500                | Texas Motor Speedway            | 14 апреля 2012   | 17 |
| 2010  | Price Chopper 400                 | Kansas Speedway                 | 3 октября 2010   | 16 |
| 2010  | Sunoco Red Cross Pennsylvania 500 | Pocono Raceway                  | 1 августа 2010   | 15 |
| 2008  | Camping World RV 400              | Dover International Speedway    | 21 сентября 2008 | 14 |
| 2008  | Sylvania 300                      | New Hampshire Motor Speedway    | 14 сентября 2008 | 13 |
| 2007  | LifeLock 400                      | Kansas Speedway                 | 30 сентября 2007 | 12 |
| 2006  | Ford 400                          | Homestead-Miami Speedway        | 19 ноября 2006   | 11 |
| 2006  | Dodge Charger 500                 | Darlington Raceway              | 13 мая 2006      | 10 |
| 2005  | Ford 400                          | Homestead-Miami Speedway        | 20 ноября 2005   | 9  |
| 2005  | Batman Begins 400                 | Michigan International Speedway | 19 июня 2005     | 8  |
| 2005  | MBNA RacePoints 400               | Dover International Speedway    | 5 июня 2005      | 7  |
| 2005  | Dodge Charger 500                 | Darlington Raceway              | 7 мая 2005       | 6  |
| 2005  | Samsung/Radio Shack 500           | Texas Motor Speedway            | 17 апреля 2005   | 5  |
| 2005  | Auto Club 500                     | California Speedway             | 27 февраля 2005  | 4  |
| 2004  | Ford 400                          | Homestead-Miami Speedway        | 21 ноября 2004   | 3  |
| 2004  | GFS Marketplace 400               | Michigan International Speedway | 22 августа 2004  | 2  |
| 2003  | Pepsi 400                         | Daytona International Speedway  | 5 июля 2003      | 1  |

| Сезон | Название этапа                                         | Трасса                           | Дата            | №  |
| ----- | ------------------------------------------------------ | -------------------------------- | --------------- | -- |
| 2009  | Bashas' Supermarkets 200                               | Phoenix International Raceway    | 17 апреля 2009  | 20 |
| 2009  | Sam’s Town 300                                         | Las Vegas Motor Speedway         | 28 февраля 2009 | 19 |
| 2006  | Stater Brothers 300                                    | California Speedway              | 25 февраля 2006 | 18 |
| 2005  | Bashas' Supermarkets 200                               | Phoenix International Raceway    | 22 апреля 2005  | 17 |
| 2004  | Target House 300                                       | California Speedway              | 4 сентября 2004 | 16 |
| 2004  | ITT Industries & Goulds Pumps Salute to the Troops 250 | Pikes Peak International Raceway | 31 июля 2004    | 15 |
| 2004  | MBNA America 200                                       | Dover International Speedway     | 5 июня 2004     | 14 |
| 2004  | Stater Brothers 300                                    | California Speedway              | 1 мая 2004      | 13 |
| 2004  | Diamond Hill Plywood 200                               | Darlington Raceway               | 20 марта 2004   | 12 |
| 2003  | Aaron’s 312                                            | Atlanta Motor Speedway           | 25 октября 2003 | 11 |
| 2003  | Little Trees 300                                       | Lowe's Motor Speedway            | 11 октября 2003 | 10 |
| 2002  | Kroger 200                                             | Indianapolis Raceway Park        | 3 августа 2002  | 9  |
| 2002  | Charter Pipeline 250                                   | Gateway International Raceway    | 20 июля 2002    | 8  |
| 2002  | GNC Live Well 250                                      | Милуокская миля                  | 30 июля 2002    | 7  |
| 2002  | MBNA Platinum 200                                      | Dover International Speedway     | 1 июня 2002     | 6  |
| 2001  | Outback Steakhouse 200                                 | Phoenix International Raceway    | 27 октября 2001 | 5  |
| 2001  | Little Trees 300                                       | Lowe's Motor Speedway            | 6 октября 2001  | 4  |
| 2001  | GNC Live Well 250                                      | Милуокская миля                  | 1 июля 2001     | 3  |
| 2001  | Nazareth 200                                           | Nazareth Speedway                | 20 мая 2001     | 2  |
| 2001  | Pepsi 300                                              | Nashville Superspeedway          | 14 апреля 2001  | 1  |

| Сезон | Название этапа             | Трасса                           | Дата             | №  |
| ----- | -------------------------- | -------------------------------- | ---------------- | -- |
| 2001  | Chevy Silverado 150        | Phoenix International Raceway    | 26 октября 2001  | 16 |
| 2001  | Chevy Silverado 200        | Nazareth Speedway                | 26 августа 2001  | 15 |
| 2000  | Michigan 200               | Michigan International Speedway  | 22 июля 2000     | 14 |
| 2000  | Bully Hill Vineyards 150   | Watkins Glen International       | 24 июня 2000     | 13 |
| 2000  | Kroger 225                 | Kentucky Speedway                | 17 июня 2000     | 12 |
| 2000  | Pronto Auto Parts 400      | Texas Motor Speedway             | 9 июня 2000      | 11 |
| 2000  | Grainger.com 200           | Pikes Peak International Raceway | 21 мая 2000      | 10 |
| 1999  | Orleans 250                | Las Vegas Motor Speedway         | 24 сентября 1999 | 9  |
| 1999  | Virginia Is For Lovers 200 | Richmond International Raceway   | 9 сентября 1999  | 8  |
| 1999  | Ram Tough 200              | Gateway International Raceway    | 20 августа 1999  | 7  |
| 1999  | Power Stroke 200           | Indianapolis Raceway Park        | 5 августа 1999   | 6  |
| 1999  | goracing.com 200           | Michigan International Speedway  | 24 июля 1999     | 5  |
| 1999  | NAPA AutoCare 200          | Nazareth Speedway                | 18 июля 1999     | 4  |
| 1999  | DieHard 200                | Милуокская миля                  | 3 июля 1999      | 3  |
| 1999  | Grainger 225               | Portland International Raceway   | 18 июня 1999     | 2  |
| 1999  | Memphis 200                | Memphis Motorsports Park         | 8 мая 1999       | 1  |

### Статистика выступлений в NASCAR Sprint Cup
| Сезон      | Старты | Победы | ПП | Top5 | Top10 | Сходы | СФ   | СС   | Призовые ($) | Поз. | Команды                                           |
| ---------- | ------ | ------ | -- | ---- | ----- | ----- | ---- | ---- | ------------ | ---- | ------------------------------------------------- |
| 2002       | 7      | 0      | 0  | 0    | 0     | 1     | 27.4 | 17.4 | $394,773     | 48-й | Roush Racing Andy Petree Racing Petty Enterprises |
| 2003       | 35     | 1      | 0  | 3    | 6     | 6     | 19.8 | 20.1 | $2,805,673   | 20-й | Roush Racing                                      |
| 2004       | 36     | 2      | 1  | 4    | 8     | 5     | 19.2 | 14.2 | $4,092,877   | 17-й | Roush Racing                                      |
| 2005       | 36     | 6      | 0  | 15   | 21    | 1     | 11.9 | 13.2 | $8,354,052   | 2-й  | Roush Racing                                      |
| 2006       | 36     | 2      | 2  | 8    | 15    | 6     | 18.8 | 14.4 | $5,347,623   | 13-й | Roush Racing                                      |
| 2007       | 36     | 1      | 1  | 5    | 11    | 5     | 18.5 | 19.3 | $5,178,489   | 14-й | Roush Racing                                      |
| 2008       | 36     | 2      | 2  | 12   | 17    | 1     | 14.4 | 14.2 | $7,244,488   | 3-й  | Roush Fenway Racing                               |
| 2009       | 36     | 0      | 0  | 10   | 16    | 2     | 14.0 | 13.9 | $6,245,882   | 7-й  | Roush Fenway Racing                               |
| 2010       | 36     | 2      | 0  | 9    | 19    | 2     | 13.8 | 17.1 | $4,966,010   | 6-й  | Roush Fenway Racing                               |
| 2011       | 36     | 0      | 3  | 3    | 10    | 2     | 15.0 | 16.8 | $4,318,050   | 16-й | Roush Fenway Racing                               |
| 2012       | 36     | 2      | 3  | 12   | 21    | 0     | 10.2 | 9.9  | $5,561,538   | 5-й  | Roush Fenway Racing                               |
| 2013       | 15     | 1      | 0  | 3    | 6     | 0     | 14.9 | 15.9 | $2,292,849   | 8-й  | Roush Fenway Racing                               |
|            |        |        |    |      |       |       |      |      |              |      |                                                   |
| За карьеру | 381    | 19     | 12 | 84   | 150   | 31    | 15.9 | 15.0 | $60,540,499  |      |                                                   |

Примечание: Данные представлены на 21 июня 2013.